# Портрет юродивой Ксении Петровой
«Портрет юро́дивой Ксе́нии Петро́вой» (или «Портрет Ксе́нии Петербу́ргской») — предполагаемый портрет юродивой Ксении Петербургской, канонизированной Русской православной церковью на Поместном соборе в 1988 году, работы неизвестного художника. Ксения Петрова родилась около 1730 или 1731 года и скончалась не позднее 1806 года. В соответствии с церковным преданием, после достижения совершеннолетия она стала супругой придворного певчего Андрея Фёдоровича Петрова. После его смерти Ксения пожертвовала свой дом одной из подруг, одевалась в одежды мужа и отзывалась на его имя.
Портрет входит в коллекцию Государственного Эрмитажа в Санкт-Петербурге. Искусствоведы считают портрет прижизненным изображением юродивой, но допускают, что он мог быть написан вскоре после смерти Ксении (около 1806 года). Художник в этом случае мог написать его по личным впечатлениям (или по описаниям тех, кто видел Ксению Блаженную).
Реставрация и открытие картины привлекло внимание крупных российских средств массовой информации. Научный сотрудник отдела истории русской культуры Государственного Эрмитажа Дмитрий Гусев написал небольшой научно-популярный очерк, посвящённый картине. Он отмечал, что данный портрет не вписывается в иконографию Ксении Блаженной, а достоверных изображений святой, которые были бы написаны с натуры, до этого портрета выявлено не было. По информации хранителя фонда живописи Отдела истории русской культуры Государственного Эрмитажа Юрия Юрьевича Гудыменко, данный портрет позднее был атрибутирован как портрет блаженной Марфы Сониной.

## Изображение на портрете
Святая Ксения изображена неизвестным художником погрудно и анфас. На ней светлая рубаха свободного покроя из домотканой материи. На груди у Ксении крест. Тёмные волосы зачёсаны назад. Художник не прорисовывал детали. Грубоватость линий и композиционная простота, с точки зрения научного сотрудника Эрмитажа Дмитрия Гусева, свидетельствуют, что портрет был выполнен непрофессиональным художником. Он относил портрет к образцам наивного искусства. Во взгляде Ксении Гусев отмечал строгость и доброту. «Воспалённые покрасневшие веки — следствие бессонных ночей, проводимых подвижницей в молитве, трудах и покаянии; обветренное, покрытое морщинами лицо свидетельствует о бесприютной жизни вне постоянного крова, под открытым небом».
Смысловым центром композиции является крест на груди святой. Крест был несколько раз переписан и поэтому не может быть сопоставлен с какими-либо образцами своего времени. По мнению Гусева, он подчёркивает, что на картине не простая нищенка, а женщина, совершающая христианский подвиг. На это же указывают особенности изображения лица Ксении: в нём нет признаков безумия, ощущаются «спокойствие, твёрдость и при этом смирение».

## История «Портрета юродивой Ксении Петровой»

### Портрет до поступления в Государственный Эрмитаж

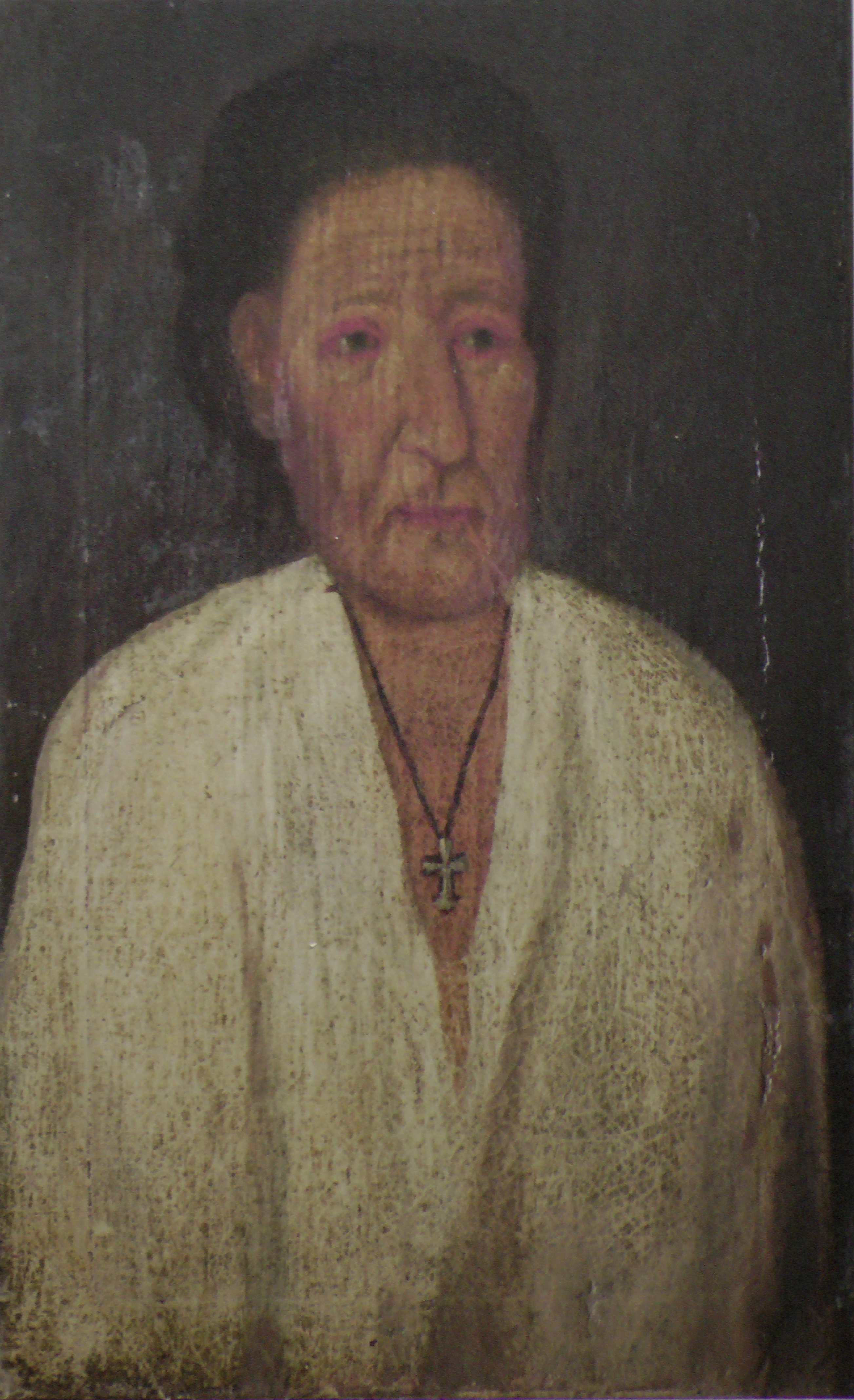
Неизвестный художник XVIII — начала XIX века. Портрет юродивой Ксении Петровой (Портрет Ксении Петербургской). До реставрации.

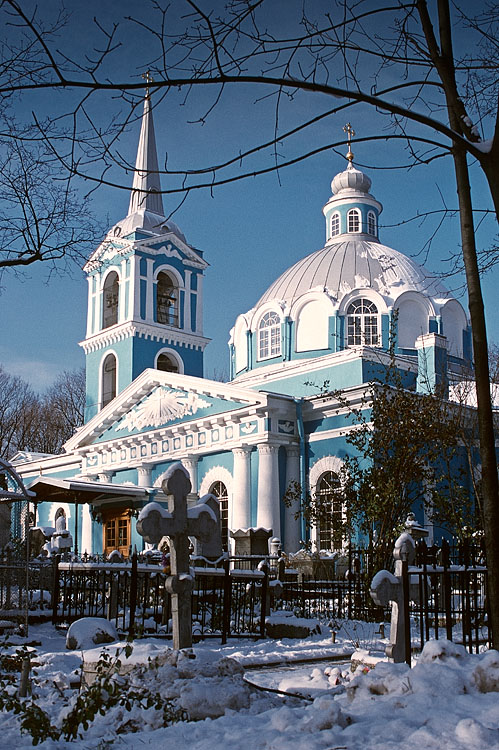
Церковь Смоленской иконы Божией Матери на Смоленском кладбище

Судьба картины до 1930 года неизвестна. Современники Ксении Блаженной не знали о существовании портрета. Свидетельством этого искусствоведы считают множество рисунков XIX века, на которых внешность блаженной отличается от внешности женщины, изображённой на эрмитажном портрете. Все рисунки этого времени были посвящены повседневной жизни Ксении: на них она носит кирпичи или гоняет детей палкой.
Искусствоведы единодушны в убеждении, что портрет находился до поступления в музей на Смоленском православном кладбище. В архиве Государственного Эрмитажа хранится дело об осмотре специалистами и взятии на учёт для последующей передачи в Эрмитаж предметов из церкви Смоленской иконы Божией Матери. Осмотр проводился в 1922 году, когда портрет, вероятно, находился на этом кладбище, но среди перечисленных в деле объектов он отсутствует.
Первое упоминание о портрете относится к 1930 году. Сотрудник Государственного Русского музея Фёдор Морозов, считавшийся знатоком церковного искусства, в прошлом — послушник в Александро-Невской лавре, обнаружил портрет на территории Смоленского православного кладбища в Ленинграде. В круг обязанностей Морозова входило изучение кладбищ с целью выявления произведений искусства. Дмитрий Гусев предположил, что портрет мог находиться во второй церкви кладбища (до января 1930 года действовала также Воскресенская церковь), в одном из служебных корпусов или в часовне Ксении Блаженной. Каталог выставки произведений русского портретного искусства в Выборге содержит утверждение, что портрет не мог находиться ни в помещении церкви Смоленской Божьей Матери, ни в каменной часовне. Предположительно, он находился в одном из служебных помещений кладбища. Были обнаружены следы копоти. Это указывает, что перед картиной стояла свеча или лампада. Портрет, вероятно, был помещён под стекло, специально для него была изготовлена рама. Судя по раме, стеклу и реставрациям, проведённым до поступления в музей, портрет бережно хранили и за ним ухаживали.
На «Портрете юродивой Ксении Петровой» заметны последствия нескольких проведённых реставрационных работ (после поступления в Эрмитаж портрет был единственный раз отреставрирован в 2016 году): авторский холст был дублирован на новый, в местах утрат красочного слоя заметны следы тонировок. По мнению комиссии сотрудников Эрмитажа, обследовавших полотно, было проведено три или четыре реставрации. Поздними на портрете, в частности являются прописи креста, скул, волос, одежды. Когда произведение было подвергнуто дублированию, то использовался старый подрамник, но нагели, предназначенные для глухого крепления, были заменены на клинья. Крепление нагелями применялось в конце XVIII — начале XIX веков. По предположению реставраторов, в 1930-е годы устаревшие клинья подрамника были заменены на новые. В процессе одной из реставраций подрамник был перевёрнут (отверстие одной из находящихся в настоящее время внизу подрамника полос до этого использовалось для подвешивания портрета). Рама представляет собой соединение нескольких деревянных полос. В неё было вставлено стекло, которое имеет более позднее происхождение. С задней стороны рамы прикреплена картонка, приклеенная, предположительно, в 1930-е годы. На ней наклеена фотография собора Святого Марка в Венеции.
В 1930 картина поступила в Историко-бытовой отдел Государственного Русского музея (портрет был внесён в Книгу поступлений музея только в марте 1931 года), она числилась в составе коллекции Государственного музея этнографии в Ленинграде, который тогда входил в состав Русского музея. Предполагается, что тогда она была в очередной раз отреставрирована, дублирована и наложена на картон. Рукой Фёдора Морозова на картоне было написано с обратной стороны (с сохранением орфографии и пунктуации оригинала):

Ксения Блаженная / Достав Смоленск кладб / Морозовым 26 / IX 1930 г.— Каталог выставки «Портретная живопись в России XVIII – начала XX века» в выставочном центре «Эрмитаж–Выборг»

### Полотно в собрании Эрмитажа
Картина была внесена в инвентарную опись Государственного Эрмитажа в 1941 году, когда была передана в него из Государственного музея этнографии, под названием «Портрет „блаженной“ Ксении Григорьевой» (на официальном сайте Государственного Эрмитажа стоит другая дата, которая вступает в противоречие с инвентарной описью, — 1946 год). При этом была допущена неточность в имени Ксении Григорьевны Петровой, её отчество было превращено в фамилию. Картина была приписана авторству неизвестного художника и датирована концом XVIII — началом XIX века. В частности, к первой трети XIX века относится грунт, использованный художником, рама картины и конструкция подрамника.
Последняя реставрация портрета проводилась сотрудниками Государственного Эрмитажа: в 2016 году живописного слоя Н. В. Малиновским, а рамы — в том же году мастером М. К. Васильевым.
Картина в настоящее время находится в коллекции Государственного Эрмитажа. Техника исполнения картины — масляная живопись по холсту. Размер 60 х 37 см. Инвентарный номер в собрании музея — ЭРЖ-653. Картина была впервые представлена широкой зрительской аудитории в публичной зоне реставрационно-хранительского центра Эрмитажа «Старая деревня» (здесь она находится в постоянной экспозиции) и на выставке «Портретная живопись в России XVIII — начала XX века» в Выборге (филиал музея «Эрмитаж-Выборг») в 2017—2018 годах.

## Проблема датировки портрета
Уже в инвентарной описи Государственного Эрмитажа, составленной при поступлении произведения искусства в музей, портрет датирован концом XVIII — началом XIX века.
Исследование конструктивных частей картины помогло снять сомнения в датировке портрета. Особенности конструкции рамы (скосы лицевой стороны) и приёмы работы мастера, с точки зрения реставраторов, позволяют датировать её первой третью XIX века. Рама была сделана после написания портрета, поэтому время её изготовления принято ими за верхнюю границу датировки картины. Возможно, до изготовления рамы портрет уже существовал значительное время. Перед нанесением грунта на холст был нанесён животный клей, затем он был покрыт растворённой в масле смолой, к ней было добавлено соединение мышьяка в качестве антисептика. Грунт красно-коричневого цвета и состоит из красного болюса, свинцовых белил, мела, небольшого количества гипса и жжёной кости. В грунте содержится кварцевый песок и измельчённое прозрачное стекло. В грунте обнаружены соединения марганца. Он был неоднородно перемешан. Поверх него был нанесён тонкий слой имприматуры (смесь красной охры и свинцовых белил) красно-коричневого цвета. Грунт тщательно втёрт в холст, тонкий, плотный, поверхность тщательно выровнена. Такие грунты, имеющие красно-коричневый цвет применялись в России в конце XVIII века. Таким образом, анализ состава грунта подтверждает гипотезу о раннем происхождении портрета.
В 2016 году было проведено технологическое исследование картины. Экспертиза портрета была осуществлена в Лаборатории физико-химических исследований материалов Государственного Эрмитажа заведующей Л. С. Гавриленко и старшим научным сотрудником отдела научно-технологической экспертизы И. А. Григорьевой. Были произведены микроскопические, микрохимические, количественные энергодисперсионные микроанализы, инфракрасная Фурье-микроспектроскопия и Рамановская микроспектроскопия. В исследовании портрета также принимали участие Н. В. Малиновский, М. К. Васильев, В. А. Градов, А. И. Бантиков, И. Б. Пермяков и В. А. Коробов — сотрудники Отдела научной реставрации и консервации Государственного Эрмитажа. Технологическое исследование картины также подтвердило датировку картины концом XVIII или началом XIX века. Искусствоведы сочли портрет прижизненным изображением юродивой, но допустили, что он мог быть написан и после смерти Ксении (около 1806 года). Художник, в этом случае мог написать портрет по личным впечатлениям (или по описаниям тех, кто видел Ксению).
Дмитрий Гусев утверждал: «не вызывает сомнения, что данный портрет написан на основе реальных впечатлений художника». Он, однако, далее писал, что «предполагать существование прижизненного изображения нужно очень осторожно, хотя такую возможность исключать нельзя». Возраст женщины на полотне соответствует возрасту Ксении Блаженной в это время (Ксения скончалась не позже 1806 года).

## Портрет Ксении и её иконография

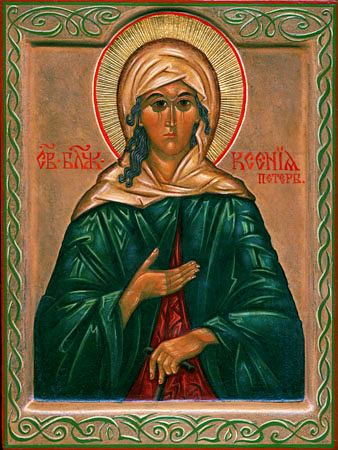
Ксения Блаженная на иконе начала XX века

### Традиционная иконография Ксении Блаженной
Существует не менее девяноста различных видов изображения Ксении Петербургской, что, по мнению кандидата философских наук Владимира Синкевича, делает её иконографию одной из наиболее разнообразных среди святых, прославленных в чине блаженных. Наиболее распространёнными изображениями святой являются портреты в рост на фоне храма: она обычно одета в солдатскую шинель, с посохом в руках или в молении. Существуют иконы с житийными клеймами. Иконография Ксении складывалась под влиянием рисунков художников XIX века. Часть этих рисунков приводятся в книге В. А. Синкевича. Чаще всего они являются сценами жития блаженной: святая молится в поле, она ходит в ветхой одежде по улицам, мальчишки дразнят её за странный вид.

### Отличия изображения святой на портрете
На портрете из Эрмитажа Ксения представлена с непокрытой головой, в белой рубахе с вырезом и с крестом на груди, что противоречит традиционной иконографии святой. Считается, что реальные черты внешности при складывании иконографического типа догматизируются[прояснить]. Портрет же, написанный задолго до канонизации, свободен от этих условностей и способен передавать образ человека в конкретное время его жизни. Гусев предполагал, что поэтому одежда Ксении на портрете не вписывается в канонические рамки. Он также допускал, что изображённая одежда женщины может быть нижней рубахой «на военный манер мужских исподних рубах», так как Ксения стремилась носить одежду, напоминающую об умершем супруге. По его мнению, на верхнюю одежду рубаха на портрете не похожа.
Картина, по мнению сотрудников Эрмитажа, — одна из вершин примитивизма в русской живописи. Полотно представляет зрителю фрагмент повседневной жизни XIX века таким, какой она была в то время. Портрет не следует воспринимать как символический образ святой. Лицо Ксении изображено реалистично, а фон и одежда — более условно. Перед зрителем в картине предстаёт не изменённая по законам искусства реальность, а подлинная. По мнению реставратора портрета Николая Малиновского, позднее портрет пытались сделать более выразительным, или, что вероятнее, более соответствующим представлениям о личности блаженной. Маленький крестик на груди Ксении при этом превратился в крест большего размера. Была поднята линия плеч женщины, чтобы подчеркнуть «согбенность фигуры», почти исчез воротник рубахи Ксении из-за желания выделить простоту покроя «рубища», в которое она одета. Был удлинён вырез белой рубахи, неизвестный «прирастил» причёску, сделав Ксению более женственной (в оригинальной версии у блаженной стрижка короче). Также при расчистке изображения проступила седина волос. Более поздние правки усилили в портрете сходство с иконой.
О том, как создавался портрет, реставратор предполагает: «Портрет написан как-то спонтанно — быстро и уверенно, за один прием. Вероятно, художник набросал черты Ксении, пока она сидела». Сначала неизвестный художник изобразил лицо, а затем фон и плечи. Он не был профессиональным живописцем. По мнению современных искусствоведов, он, однако, вполне мог быть иконописцем.

## Проблема модели для портрета
Дмитрий Гусев подчёркивал в своей книге о портрете, что он не похож ни на один известный тип иконографии святой. На эрмитажной картине также нет никаких указаний о том, что на ней изображена именно Ксения Петербургская. Исключением является только поздняя (явно сделанная уже после поступления в музей) надпись на заднике-картонке.
Некоторые православные издания выражали сомнение в изображении на картине именно Ксении Петербургской. Причины этого: отсутствие упоминаний о портрете в XIX веке, некоторые особенности иконографии — героиня одета в белую домашнюю рубаху с глубоким вырезом (известно, что Ксения одевалась в скромную одежду зелёного и красного цветов), нет неизменного платка, который она носила, старательно собраны в причёску всегда растрёпанные волосы блаженной. Высказывалось предположение, что атрибуция Морозова могла быть «благочестивым обманом».
Дмитрий Гусев утверждал, что происхождение со Смоленского кладбища может рассматриваться как подтверждение того, что на полотне действительно запечатлена Ксения, так как именно там она почиталась верующими до канонизации. Профессионализм Фёдора Морозова, обнаружившего икону и атрибутировавшего её, его репутация знатока церковного искусства также, по мнению Гусева, говорят в пользу этого. Он считает, что портрет (пусть и не подписанный), был хорошо известен на Смоленском кладбище и поэтому Морозов не сомневался, кто на нём изображён, когда вносил информацию в учётную документацию Историко-бытового отдела Русского музея.
Противоположную точку зрения высказывали неоднократно ряд искусствоведов. Редактор издательского отдела Государственного музея-заповедника «Ростовский кремль» Любовь Мельник опубликовала в газете музея-заповедника «Ростовская старина» статью «Как интернет-сообщество загадку „Портретов старух“ разгадало», в которой на основе сообщений в интернет-публикаций и собственных поисков в коллекции «Ростовского кремля», сделала вывод, что протографом большого количества портретов, хранящихся в настоящее время в различных российских музеях и близких к «Портрету юродивой Ксении Петровой» из Эрмитажа, является иллюстрация из книги российского дореволюционного краеведа и церковного археографа Ивана Токмакова «Краткое историческое и археологическое описание Ризоположенскаго-Евфросиниева монастыря в городе Суздале (Владимирской губ.)» (1893). Она воспроизводит облик женщины, которая в 1893 году была известна как юродивая Марфа Сонина. Мельник писала, что ещё раньше к подобному выводу пришли сотрудники музеев в Иркутске. 
В Краеведческом музее Иркутска долгое время находился, а затем был передан в 1970 году в только что образованный Дом-музей Трубецких, мужской портрет, который первоначально был атрибутирован ка портрет декабриста Сергея Трубецкого, затем как портрет его брата Александра (нательный крест, который отчётливо виден на портрете достаточно странен на груди декабриста, у Сергея Трубецкого глаза были карие, а на портрете серые, однако из-за отсутствия других доказательств атрибуцию в каталогах картины менять не стали). В качестве портрета декабриста картина экспонировалась на выставках. Среди них «Сибирский портрет» в Соборе Богоявления. После выставки в Выборге один из сотрудников предположил, что иркутская картина, чрезвычайно близкая выставленному там портрету Ксении, также является портретом юродивой. Окончательную точку в атрибуции его как портрета Марфы Сониной стало письмо в Иркутский музей декабристов художника-иконописца Алексея Простева. Он писал, что во Владимиро-Суздальском музее есть еще несколько картин, где изображена юродивая Марфа Сонина. Её образ схож с тем, что изображен на иркутском и питерском полотнах.
По информации хранителя фонда живописи Отдела истории русской культуры Государственного Эрмитажа Юрия Гудыменко, полотно действительно было атрибутировано как портрет блаженной Марфы Сониной. Вместе с тем, на официальном сайте Эрмитажа оно продолжает находиться с более ранней атрибуцией как портрет Ксении Петербургской.